# Vic Fontaine
Vic Fontaine és un personatge de ficció que va aparèixer a la sisena i setena temporades de la sèrie de televisió de ciència-ficció estatunidenca Star Trek: Deep Space Nine. Interpretat per James Darren, és una representació hologràfica d'un cantant i artista d'estil Rat Pack de Las Vegas dels anys 60, com a part d'un programa que es duu a terme a les holosuites del bar Quark's. El personatge va ser desenvolupat a partir d'una idea del productor executiu Ira Steven Behr, que havia intentat introduir un personatge d'aquest tipus durant la quarta temporada de Star Trek: Deep Space Nine, que seria interpretat per Frank Sinatra, Jr. Després que Sinatra rebutgés el paper, es va considerar durant la temporada següent que fos interpretat per Steve Lawrence, però una vegada més no es va utilitzar. Darren va aconseguir el paper després que Behr el conegués en una exposició de records a North Hollywood i el convidés a una audició.
El personatge va fer la seva primera aparició a l'episodi "His Way", i va tornar més tard a la sisena temporada a "Tears of the Prophets" i al llarg de la setena temporada de Star Trek: Deep Space Nine. Fontaine va representar una font de consells romàntics per a la tripulació, ajudant a aconseguir que Odo (René Auberjonois) i Kira Nerys (Nana Visitor) es posessin d'acord, així com ajudant a Quark (Armin Shimerman) i Julian Bashir (Alexander Siddig) a deixar de banda el seu amor per Jadzia Dax (Terry Farrell). També ajuda a Nog (Aron Eisenberg) a recuperar-se de la pèrdua de la cama a "It's Only a Paper Moon". Tornant el favor a "Badda-Bing Badda-Bang", la tripulació ajuda a Fontaine a recuperar el seu bar després que sigui pres per la Mafia americana. La tripulació torna al bar per última vegada al final de la sèrie, "What You Leave Behind", per a la festa de celebració posterior a la victòria sobre el Domini.
Episodis com "His Way" i "It's Only a Paper Moon" van ser elogiats, i "Badda-Bing Badda-Bang" es va comparar amb el famós Ocean's 11 dels anys 60. El personatge en si va ser elogiat pels crítics, que van dir específicament que la premissa no hauria d'haver funcionat però ho va fer, tant a causa del guió com de les actuacions de Darren.

## Concepte i desenvolupament
El productor executiu Ira Steven Behr feia temps que volia introduir un personatge d'estil Rat Pack a Star Trek: Deep Space Nine des de la quarta temporada, ja que era un fan de tota la vida de Las Vegas dels anys 60 i de la música d'aquella època. La idea inicial era que el personatge fos algú que pogués donar consells romàntics, i que no apareixeria a cada episodi, sinó només quan fos necessari. Com a preparació, Behr i Robert Hewitt Wolfe van escriure una escena per donar cos al personatge, mentre que Behr immediatament va tenir en ment un intèrpret per interpretar el nou personatge: Frank Sinatra Jr., un conegut fan de Star Trek. El director de càsting Ron Surma es va posar en contacte amb Sinatra, que va pensar que seria una idea divertida. Sinatra volia interpretar un extraterrestre i no el personatge de cantant que tenien en ment, així que la idea es va arxivar de moment.
Durant la producció de l'episodi de cinquena temporada "A Simple Investigation", es va decidir inserir l'escena que Behr i Wolfe havien creat prèviament. Behr va reflexionar en aquell moment que, si bé Sinatra potser no voldria interpretar el personatge, potser algú similar a Steve Lawrence sí que ho faria. Behr va anomenar el personatge Vic Fontaine, una combinació de dos noms que havia estat planejant utilitzar durant un temps. Un temps més tard, Behr va notar una similitud en el nom del nou personatge i un de la pel·lícula de 1972 El Padrí. Però Lawrence no estava disponible i l'escena va resultar massa llarga per ser inclosa a l'episodi, així que una vegada més la idea va quedar en espera. Behr no estava segur de com escriure el personatge a la sèrie fins que va quedar clar que es podria incloure com a part de la relació entre Odo i Kira Nerys a l'episodi "Children of Time".En lloc de filmar una escena individual, va decidir que s'hauria de crear un episodi sencer amb temàtica de Las Vegas dels anys 60, cosa que va resultar en la producció de "His Way".

### "His Way"
Diverses persones van ser entrevistades per al paper, incloent-hi Tom Jones, Robert Goulet i Jerry Vale. Mentrestant, Behr i un amic van assistir a una exposició de records a l'Hotel Beverly Garland a North Hollywood, on James Darren signava autògrafs. Darren no havia volgut assistir a l'esdeveniment, però havia estat convençut del contrari. Behr es pensava que era tan encantador que volia parlar amb ell sobre el paper a l'instant, però el seu amic el va convèncer de no fer-ho, ja que estava preocupat que en Darren pensés que estava boig. Surma es va posar en contacte amb Darren a instàncies de Behr. Darren inicialment va rebutjar el paper tres vegades, pensant que un cantant de veritat interpretant un paper com a cantant és massa "imponència". L'agent de Darren finalment el va convèncer de llegir el guió. Li va encantar interpretar el personatge mentre el llegia deu vegades per absorbir la personalitat prou per evitar haver de memoritzar les línies. Més tard ho va anomenar un "somni fet realitat".
Darren va venir al càsting i va començar a parlar sobre saber on aconseguir els esmòquings adequats, i que podia portar unes sabates de Dean Martin que tenia. Durant la reunió, Behr es va convèncer que Darren ja estava interpretant la peça de Fontaine, després d'haver-hi anat sense problemes durant la conversa. Darren havia evitat deliberadament llegir el guió durant l'assaig, ja que no li agradava fer lectures en fred; en canvi, estava improvisant intencionadament frases que pensava que diria el personatge. Tot i això, ho va fer d'una manera que recorda el que Behr va dir: "Noi, és divertit, vaig escriure una frase així per a Vic". Després que Darren marxés, Behr va dir emocionat als altres guionistes que era tan bo, però que potser encara haurien de veure altres actors. El productor Hans Beimler va respondre: "Estàs boig? De què parles? Vic Fontaine era a l'habitació. No hi ha dubte, no hi ha dubte! Ell és el noi!"
Posteriorment, Darren va ser contractat per al paper. Pensava que Fontaine era una combinació de Martin i Frank Sinatra, i va descobrir que una menció del personatge viatjant amb aquest duet a Las Vegas al guió "His Way" el va fer pensar en el passat, ja que havia viatjat amb Sinatra, Jr. i Nancy Sinatra en l'avió privat de Sinatra a Las Vegas per veure Sinatra i Martin tocar al Sands Hotel and Casino en diverses ocasions. En aquell moment, Darren no estava segur de si seria un paper recurrent o no, però havia gaudit de l'experiència. Fontaine apareix a l'episodi final de la temporada, "Tears of the Prophets", i a diversos episodis al llarg de la setena temporada.

## Aparicions
Vic Fontaine apareix per primera vegada a l'episodi "His Way" com un holograma romànticament perspicaç que, de manera única per als personatges de la holocoberta, és "conscient" que és un holograma. Forma part d'un nou programa de bars de Las Vegas a l'estil Rat Pack, propietat del Doctor Julian Bashir (Alexander Siddig). Diversos membres de l'equip principal són presents per a la seva interpretació de "You're Nobody till Somebody Loves You". Després, Odo (René Auberjonois) demana consell en privat a Fontaine sobre els seus sentiments per Kira Nerys (Nana Visitor). L'holograma ajuda a Odo a practicar amb un altre holograma que s'assembla a Kira però no actua correctament, però Odo descobreix que quan la versió real torna a l'estació amb prou feines poden interactuar. Fontaine es transfereix al programa hologràfic de meditació de Kira i la convida a sopar; curiosa, accepta. Fontaine convida Odo a tornar al seu programa, dient que l'holo-Kira ara actua exactament com ella. Els dos es reuneixen a la holocoberta i la cita va bé fins que Odo revela que creu que la Kira real és en realitat un holograma. Un cop revelada l'engany, tots dos miren acusadorament a Fontaine i marxen. Però un cop fora al passeig, el duo comença a discutir, cosa que resulta en... Odo besant la Kira.
Durant la segona aparició del personatge a "Tears of the Prophets", Bashir i Quark (Armin Shimerman) dirigeixen el programa de Fontaine en un intent d'animar-se després d'adonar-se que mai no tindran cap oportunitat amb Jadzia Dax (Terry Farrell) a causa de la seva relació amb Worf (Michael Dorn). L'holograma els aconsella que segueixin endavant amb les seves vides. Al primer episodi de la setena temporada, "Image in the Sand", Worf està de dol per la mort de Jadzia. Va a veure Fontaine i li demana que canti la cançó de Frank Sinatra "All the Way". Fontaine canta la cançó de mala gana, i a mig camí, Worf comença a destruir el bar en la seva ràbia plena de dolor. Al començament de "The Siege of AR-558", Fontaine fa una audició a Rom (Max Grodénchik) com a nou cantant de saló. No aconsegueix la feina. Més tard, mentre les tropes de la Federació estan assetjades pels Jem'Hadar, Bashir reprodueix la gravació de Fontaine de "I'll Be Seeing You" per un sistema de so per aixecar la moral. Com a resultat de la pèrdua d'una cama durant el setge, a "It's Only a Paper Moon", Nog (Aron Eisenberg) continua tocant aquesta cançó en privat en tornar a Espai Profund 9. Va a l'holosuite per reproduir el programa Fontaine i comença a confiar-hi, efectivament traslladant-se a l'holosuite permanentment.
Ezri Dax (Nicole de Boer), el conseller de l'estació, està preocupat perquè Nog viu en un món fictici i parla amb Fontaine, que explica que té un pla per rectificar la situació. Fontaine convenç Nog que el bar té problemes i que necessita ajuda amb els comptes; el ferengi utilitza els seus coneixements empresarials per ajudar l'holograma. Fontaine es fa amic de Nog i, al cap d'un temps, intenta convèncer-lo que torni al món exterior seguint les indicacions d'Ezri. Nog s'hi nega de marxar, cosa que fa que Fontaine tanqui el seu programa i es negui a deixar-lo reiniciar. Fontaine s’apareix a Nog en una holosuite buida, i Nog confessa que la seva lesió li ha fet témer la mort i la guerra en curs amb el Domini. Fontaine aconsella a Nog, que se sent prou fort per deixar l'holosuite i tornar al servei. Poc després de reprendre el seu paper a l'estació, Nog torna a Fontaine per informar-lo que ha convençut a Quark perquè deixi el programa en funcionament contínuament per permetre que Vic tingui vida pròpia.
Una possible versió de Vic Fontaine de l'Univers Mirall apareix a "The Emperor's New Cloak". Aquesta versió de Fontaine sembla ser humana (no es dóna cap explicació per a això) i és assassinada a trets durant una batalla de fasers.
A "Badda-Bing Badda-Bang", com a part d'una història programada a l'escenari de la holocoberta de "Vic Fontaine", Fontaine és obligat a abandonar el seu club per la Màfia americana, que el converteix en un casino. La resta de la tripulació vol que el bar de Fontaine torni a ser com era, i s'enfronten a restablir el programa i perdre la memòria hologràfica de la tripulació, o bé seguir la història i retornar el bar a Vic. Així doncs, el capità Benjamin Sisko (Avery Brooks) lidera un equip per robar els guanys del casino. Després del seu èxit, el programa restaura el bar a com era, i Fontaine ho celebra cantant "The Best Is Yet to Come" a la tripulació. Durant el final de Deep Space Nine, "What You Leave Behind", Quark passa l'estona durant l'atac a Cardassia Prime jugant a Go Fish amb Fontaine. Més tard, després de la victòria i la derrota del Domini, la tripulació torna al bar de Vic per a una festa de celebració.

## Recepció
El personatge de Vic Fontaine va ser rebut amb crítiques diverses tant per part de la crítica com del públic. Tot i que a Keith DeCandido no li va agradar la idea del programa Fontaine a la seva ressenya de "His Way" per a Tor.com, dient que "És absurd, és frívol, planteja tot tipus d'enigmes ètics que la sèrie mai mostra el més remot interès a investigar", va dir que va gaudir de l'actuació de Darren, cosa que el feia somriure cada vegada que Darren parlava. Zack Handlen va elogiar les escenes dels anys 60 a "His Way" per The A.V. Club, dient que "no és tan ridícul com sembla, i el fet que funcioni ni remotament és un testimoni dels actors i del guió".
Charlie Jane Anders va descriure Fontaine com una "Guinan menys guai" en la seva crítica a "Badda-Bing Badda-Bang". L'episodi va ser inclòs a la seva llista dels pitjors episodis relacionats amb la holocoberta de la franquícia "Star Trek", però va afegir que era fan d'"It's Only a Paper Moon". Aquell episodi va ser classificat com el tercer millor de la sèrie per Gem Wheeler per a Den of Geek, que va anomenar Fontaine el "presentador hologràfica ideal" del programa. El personatge va ser nomenat el sisè millor element de Deep Space Nine en una llista de punts destacats per TrekToday el 2015.
El 2020, ScreenRant va classificar Vic Fontaine com el millor personatge d'holocoberta de la franquícia Star Trek.